# Finneck

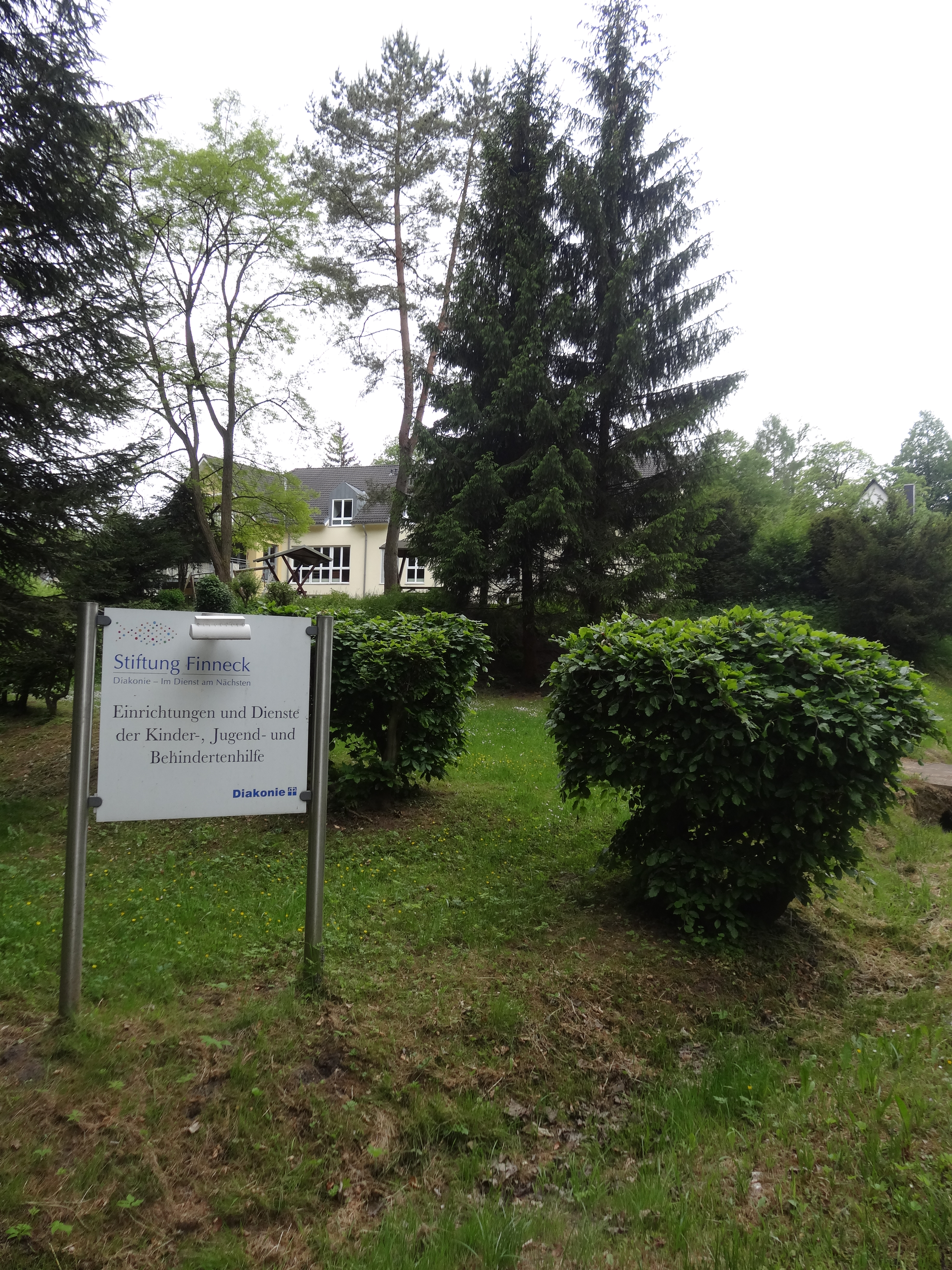
Stiftung Finneck

Finneck ist eine Siedlung, die zur Stadt Rastenberg im Landkreis Sömmerda in Thüringen gehört.

## Lage
Die Siedlung liegt im Norden von Rastenberg am Stadtrand und ist über die Landstraße 2157 auf dem Weg nach Rothenberga erreichbar.
Die Siedlung Finneck besteht aus mehreren Häusern und wird von einer Stiftung für behinderte Menschen genutzt.